# Hardangerská výšivka

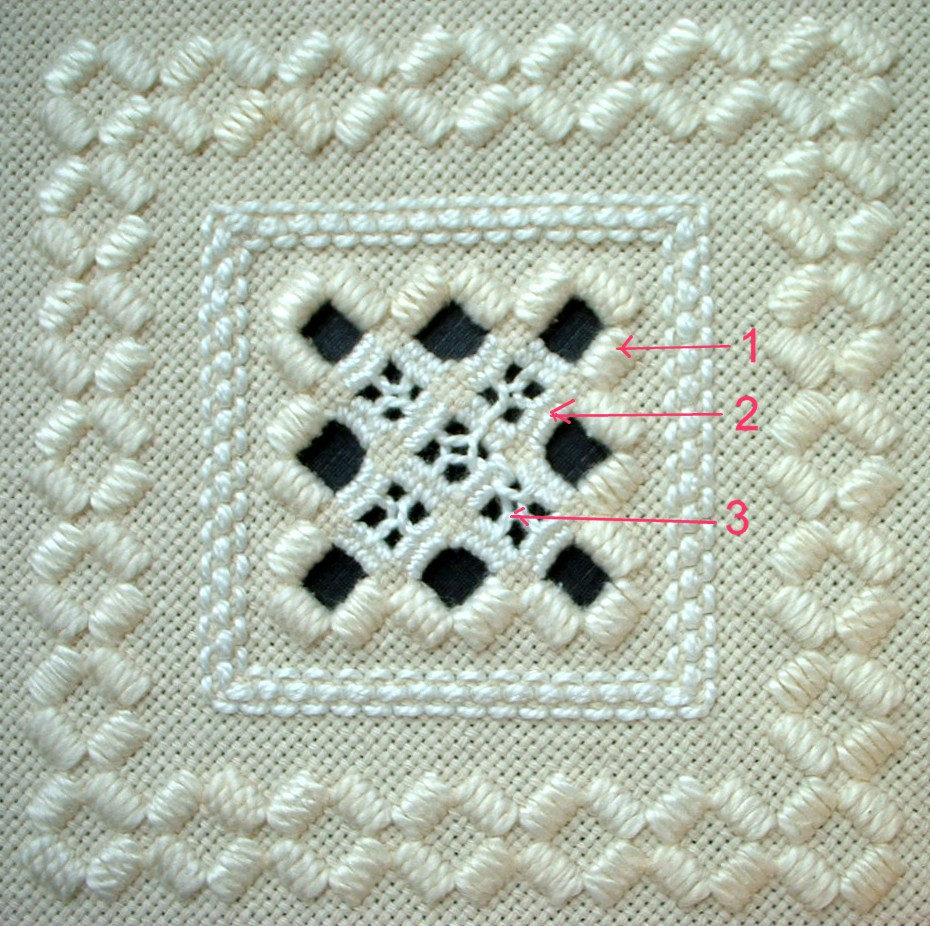
Detail hardangerského vzoru na ubruse

Hardangerská výšivka je technika vyšívání s dvojitými prolamovanými vzory.
Vyšívá se na prodyšné lněné (případně bavlněné nebo viskózové) tkanině s panamovou vazbou.
Při vyšívání (viz snímek vpravo) se postupuje tak, že se nejdříve vyšijí kraje zamýšleného vzoru, (1) potom se střídavě 4 nitě tkaniny vystřihnou a 4 se zachovají. Z ponechaných niti ovinutých po dvou vedle sebe se tvoří tzv. pikotka (2) a větší vzory se mohou vyplňovat tzv. pavoučkem. (3)
Jako vyšívací nit se používá nejčastěji bavlněná perlová příze (cca 120 tex x 2 na okraje vzoru a asi poloviční tloušťka na pilotky v otvorech).
Označení Hardanger pochází od jména regionu v norské provincii Hordaland, kde se touto technikou začalo vyšívat podle vzoru italské krajkoviny Reticella kolem roku 1790. Výšivkami se zdobily halenky a zástěry na krojích zvaných bunad. Prolamované výšivky pocházejí pravděpodobně z Perzie z období kolem 7. století.